# Basiliscus (chi thằn lằn)
Basiliscus là một chi thằn lằn trong họ Corytophanidae là các loài đặc hữu miền nam Mexico, Trung Mỹ và phía bắc Nam Mỹ. Thường được gọi là Thằn lằn Chúa Kitô Giêsu, hoặc chỉ đơn giản là Thằn lằn Chúa Giêsu do khả năng chạy trên mặt nước một đoạn trước khi chìm của các loài trong chi này.

## Các loài
- Basiliscus basiliscus
- Basiliscus galeritus
- Basiliscus plumifrons
- Basiliscus vittatus